# Цурута
Цурута (яп. 鶴田町 Цурута-мати) — посёлок в Японии, находящийся в уезде Китацугару префектуры Аомори. Площадь посёлка составляет 46,40 км², население — 13 858 человек (1 августа 2014), плотность населения — 298,66 чел./км².

## Географическое положение
Посёлок расположен на острове Хонсю в префектуре Аомори региона Тохоку. С ним граничат города Госёгавара, Хиросаки, Цугару и посёлок Итаянаги.

## Население
Население посёлка составляет 13 858 человек (1 августа 2014), а плотность — 298,66 чел./км². Изменение численности населения с 1980 по 2005 годы:
| 1980 | 16 892 чел. |  |
| 1985 | 16 627 чел. |  |
| 1990 | 16 306 чел. |  |
| 1995 | 16 126 чел. |  |
| 2000 | 15 795 чел. |  |
| 2005 | 15 218 чел. |  |

## Символика
Деревом посёлка считается Pinus thunbergii, цветком — цветок яблони, птицей — японский журавль.